# Акулово (Шиловский район)
Акулово — деревня в Шиловском районе Рязанской области в составе Тырновского сельского поселения.

## Географическое положение
Деревня Акулово расположена на Окско-Донской равнине на левом берегу реки Средник в 28 км к северо-востоку от пгт Шилово. Расстояние от деревни до районного центра Шилово по автодороге — 37 км.
К востоку от деревни, на правом берегу реки Средник — большой лесной массив с урочищем Торхачево Болото, к западу — заливные луга поймы реки Оки. Ближайшие населенные пункты — села Дубровка и Свинчус, деревня Павловка.

## Население
| 1859 | 1897 | 1906 | 2010 |
| ---- | ---- | ---- | ---- |
| 745  | ↗919 | ↘621 | ↘29  |

## Происхождение названия
Вплоть до начала XIX в. название деревни писалось как Окулово. Михайловские краеведы И. Журкин и Б. Катагощин считали, что название было дано деревне по фамилии землевладельца Окулова.
Предание связывает название деревни с названием реки Оки. Рассказывают, что при Екатерине II (1762—1796) река Ока протекала по тому руслу, где ныне течет речка Середник. Дома в деревне были обращены лицом к реке и расположены в одну улицу, а позади густой лес. Жители были вольными людьми. Однажды по Оке ехала на ладьях императрица Екатерина Великая к князю Голицыну в гости. Екатерина была довольна его радушным приемом и, желая отблагодарить, пожаловала князю это местечко. С того времени жители деревни стали крепостными князя Голицына.

По другому преданию, 
«по здешним дорогам вместе с князем Михаилом Голицыным проезжал Пётр I. Князю очень понравились эти места, и царь отдал во владение М. Голицыну акуловских крестьян вместе с землей за активное участие в Полтавской битве».

## История

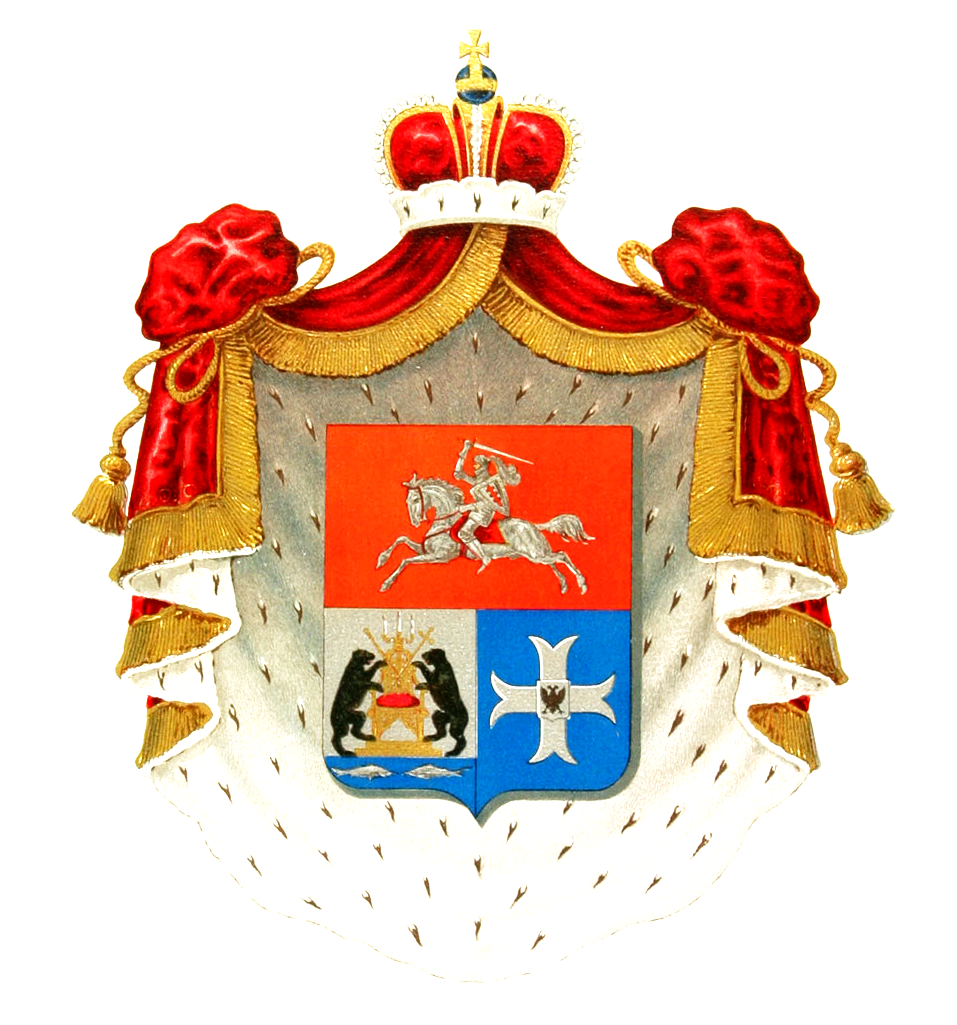
Герб рода князей Голицыных.

Впервые деревня Акулово упоминается в окладных книгах за 1676 г.: 
«Деревня Кулова, а в ней: двор помещиков, крестьянских 48 дворов, 4 двора бобыльских».
Вплоть до отмены крепостного права в 1861 г. деревня Акулово, как и соседнее село Дубровка, принадлежало семье князей Голицыных: князю Ивану Алексеевичу Голицыну (1658+1729 гг.) и его потомкам. Известно, что даже после перевода во временнообязанное состояние местные крестьяне платили своим бывшим владельцам оброк по 1,5 руб. с души мужского пола.
К 1891 г., по данным И. В. Добролюбова, деревня Акулово относилась к приходу Никольской церкви села Дубровка и в ней насчитывалось 74 двора.
Выселками из деревни Акулово является деревня Павловка Шиловского района Рязанской области.

## Транспорт
Основные грузо- и пассажироперевозки осуществляются автомобильным транспортом: деревня имеет выезд на проходящую поблизости автомобильную дорогу регионального значения Р125: «Ряжск — Касимов — Нижний Новгород».